# چگونه پیش‌بند سوزن‌دوزی‌شده مادرم در زندگی‌ام گسترده می‌شود
چگونه پیش‌بند سوزن‌دوزی‌شده مادرم در زندگی‌ام گسترده می‌شود (به فرانسوی: Le tablier brode de ma mere s'etale dans ma vie) یک فیلم به کارگردانی آربی اوانسیان می‌باشد. این فیلم در سال ۱۹۸۵ (۱۳۶۴) در فرانسه ساخته شده‌است.
این فیلم در زمستان ۱۳۹۱ با بازگشت کارگردان به ایران در موزه سینما به نمایش گذاشته شده‌است.
فیلمنامه این فیلم از تلفیق سه اثر نگاشته شده است: نمایشنامه «خدایان کهن» نوشته لوون شانت (۱۸۶۹-۱۹۵۱)، نثر شعرگونه وازگن شوشانیان (۱۹۰۲-۱۹۴۱) که از خاطرات دوران کودکی‌اش پیش از رانده شدن ارمنیان از سرزمین‌های اجدادی‌شان، ارمنستان غربی می‌گوید و سرانجام نامه‌های آرشیل گورکی، نقاش ارمنی-آمریکایی که از دغدغه‌هایش زندگی خانوادگی‌اش و خاطراتی است که از مادرش دارد در سال‌های نسل‌کشی ارمنی‌ها در امپراتوری عثمانی در یاد دارد.

## بازیگران
- هرمن شاهین
- ژیرایر جولاکیان
- آرام گئورکیان
- ویرژینی پتی